# Neoporteria pracellans
Neoporteria pracellans is een spinnensoort uit de familie Macrobunidae. De wetenschappelijke naam van de soort werd voor het eerst geldig gepubliceerd in 1943 door Cândido Firmino de Mello-Leitão.